# Liceo classico Vittorio Emanuele II
Il Liceo classico statale Vittorio Emanuele II di Palermo è il quarto liceo classico più antico d'Italia, in quanto fondato nel 1549 dai Padri Gesuiti, quale Collegio degli Studi.

## Storia
Il primo rettore fu il teologo francese P. Nicolò Lanojo, mentre la prima sede era sita presso la chiesa della Madonna della Misericordia, vicino alla chiesa di San Francesco d'Assisi; nel 1586 i Gesuiti acquistarono alcuni edifici che si affacciavano sul Cassaro (l'odierno corso Vittorio Emanuele) per potervi trasferire il Collegio. Questa nuova sede, che oggi ospita l'attuale succursale dell'Istituto, venne inaugurata il 15 agosto 1588. Cacciati i gesuiti, nel 1778 fu parte del Real Convitto Ferdinando.
Nel 1860, con la sconfitta dei Borboni l'edificio divenne di proprietà del demanio. Il 29 ottobre 1860 il governo prodittatoriale riconobbe la legalità del Liceo, che comprendeva otto classi. Destinato all'istruzione dei giovani di Palermo e della Sicilia, fu inaugurato il 20 gennaio 1861. Con il Regno d'Italia, con Regio decreto del 4 marzo 1865, da Liceo Nazionale di Palermo assunse il nome di "Liceo Classico Vittorio Emanuele II". In quegli anni, Nicolò Camarda, noto grecista arbëreshë, fu preside del liceo regio.
Il liceo "Vittorio Emanuele II" presenta due sedi, distanti pochi metri l'una dall'altra: la sede centrale, dove sono situate la presidenza e le segreterie, si trova in Via Simone Beccadelli di Bologna 11, ovvero la traversa di Corso Vittorio Emanuele che corre lungo il lato nord del Piano della Cattedrale; alla succursale, anche chiamata dai vittorini "Giusino",  che occupa parte dell'edificio un tempo dei Gesuiti e al cui piano terreno si trova l'accesso alla Biblioteca Regionale, si accede da Via del Collegio Giusino, altra traversa di Corso Vittorio. Questa scuola permette agli studenti soprattutto una meravigliosa vista alla Cattedrale di Palermo, cioè una delle chiese più importanti di Palermo.